# Turguénevo (Tula)
|  | Per a altres significats, vegeu «Turguénevo». |

Turguénevo (en rus: Тургенево) és un poble de l'óblast de Tula, a Rússia, segons el cens del 2010 tenia 37 habitants.